# ناحیه ابوایت، شهرستان الن، ایندیانا
شهرستان ابوایت، بخش الن، ایندیانا (به انگلیسی: Aboite Township, Allen County, Indiana) در ایالات متحده آمریکا است که در ایندیانا واقع شده‌است.

## خصوصیات
شهرستان ابوایت ۳۵٬۷۶۵ نفر جمعیت دارد و ۲۵۴ متر بالاتر از سطح دریا واقع شده‌است.